# Vlkolínec
Vlkolínec är en pittoresk bondby i Slovakien som numera en del av staden Ružomberok. Första omnämnandet av byn är från 1376 och efter 1882 gick byn upp i Ružomberok. Dess namn kommer troligen av det slovakiska ordet "vlk", som betyder varg.
Vlkolínec har sedan 1993 status som ett världsarv och är en av tio slovakiska byar som fått status som ett folkarkitekturreservat. Denna status gavs då byn är ett orört och komplext exempel på den folkliga landsbygdsarkitekturen i Norra Karpaterna.
Vlkolínec, som ligger i centrala Slovakien, är en anmärkningsvärt intakt bosättning med traditionella kännetecken av en centraleuropeisk by. Det är regionens mest kompletta grupp av dessa typer av traditionella timmerhus, som ofta finns i bergsområden. Byn har fler än 45 timmerhus, där var och en har två eller tre rum. Ett klocktorn i trä från 1800-talet liksom ett barockkapell finns också bevarat i byn. Hus nummer 16 och 17 inrymmer numera ett folkmuseum som visar olika delar av det dagliga livet och arbetet förr.